# Fifth Harmony/Diskografie
Diese Diskografie ist eine Übersicht über die musikalischen Werke der US-amerikanischen Girlgroup Fifth Harmony. Den Schallplattenauszeichnungen zufolge verkaufte sie bisher mehr als 24,1 Millionen Tonträger, davon alleine in ihrer Heimat über 14,5 Millionen. Ihre erfolgreichste Veröffentlichung ist die Single Work from Home mit über 9,7 Millionen verkauften Einheiten.

## Alben

### Studioalben
| Jahr | Titel Musiklabel                  | Höchstplatzierung, Gesamtwochen, AuszeichnungChartplatzierungen (Jahr, Titel, Musiklabel, Platzierungen, Wochen, Auszeichnungen, Anmerkungen) | Höchstplatzierung, Gesamtwochen, AuszeichnungChartplatzierungen (Jahr, Titel, Musiklabel, Platzierungen, Wochen, Auszeichnungen, Anmerkungen) | Höchstplatzierung, Gesamtwochen, AuszeichnungChartplatzierungen (Jahr, Titel, Musiklabel, Platzierungen, Wochen, Auszeichnungen, Anmerkungen) | Höchstplatzierung, Gesamtwochen, AuszeichnungChartplatzierungen (Jahr, Titel, Musiklabel, Platzierungen, Wochen, Auszeichnungen, Anmerkungen) | Höchstplatzierung, Gesamtwochen, AuszeichnungChartplatzierungen (Jahr, Titel, Musiklabel, Platzierungen, Wochen, Auszeichnungen, Anmerkungen) | Anmerkungen                                                 |
| Jahr | Titel Musiklabel                  | DE | AT | CH | UK | US | Anmerkungen                                                 |
| ---- | --------------------------------- | --- | --- | --- | --- | --- | ----------------------------------------------------------- |
| 2015 | Reflection Epic Records (Sony)    | — | — | CH69 (1 Wo.)CH | UK18 (3 Wo.)UK | US5 Platin · (39 Wo.)US | Erstveröffentlichung: 30. Januar 2015 Verkäufe: + 1.197.500 |
| 2016 | 7/27 Epic Records (Sony)          | DE41 (1 Wo.)DE | AT34 (1 Wo.)AT | CH23 (1 Wo.)CH | UK6 Gold · (7 Wo.)UK | US4 Platin · (40 Wo.)US | Erstveröffentlichung: 27. Mai 2016 Verkäufe: + 1.455.000    |
| 2017 | Fifth Harmony Epic Records (Sony) | DE56 (1 Wo.)DE | AT41 (1 Wo.)AT | CH28 (1 Wo.)CH | UK10 (2 Wo.)UK | US4 (4 Wo.)US | Erstveröffentlichung: 25. August 2017                       |

### EPs
| Jahr | Titel                    | Höchstplatzierung, Gesamtwochen, AuszeichnungChartplatzierungen (Jahr, Titel, Platzierungen, Wochen, Auszeichnungen, Anmerkungen) | Höchstplatzierung, Gesamtwochen, AuszeichnungChartplatzierungen (Jahr, Titel, Platzierungen, Wochen, Auszeichnungen, Anmerkungen) | Höchstplatzierung, Gesamtwochen, AuszeichnungChartplatzierungen (Jahr, Titel, Platzierungen, Wochen, Auszeichnungen, Anmerkungen) | Höchstplatzierung, Gesamtwochen, AuszeichnungChartplatzierungen (Jahr, Titel, Platzierungen, Wochen, Auszeichnungen, Anmerkungen) | Höchstplatzierung, Gesamtwochen, AuszeichnungChartplatzierungen (Jahr, Titel, Platzierungen, Wochen, Auszeichnungen, Anmerkungen) | Anmerkungen                             |
| Jahr | Titel                    | DE | AT | CH | UK | US | Anmerkungen                             |
| ---- | ------------------------ | --- | --- | --- | --- | --- | --------------------------------------- |
| 2013 | Better Together          | — | — | — | — | US6 (4 Wo.)US | Erstveröffentlichung: 18. Oktober 2013  |
| 2013 | Better Together Acoustic | — | — | — | — | US189 (1 Wo.)US | Erstveröffentlichung: 15. November 2013 |

Weitere EPs
- 2013: Juntos
- 2013: Juntos: Acoustic
- 2013: Better Together: The Remixes
- 2017: Spotify Singles

## Singles

### Als Leadmusiker
| Jahr | Titel Album                                              | Höchstplatzierung, Gesamtwochen, AuszeichnungChartplatzierungen (Jahr, Titel, Album, Platzierungen, Wochen, Auszeichnungen, Anmerkungen) | Höchstplatzierung, Gesamtwochen, AuszeichnungChartplatzierungen (Jahr, Titel, Album, Platzierungen, Wochen, Auszeichnungen, Anmerkungen) | Höchstplatzierung, Gesamtwochen, AuszeichnungChartplatzierungen (Jahr, Titel, Album, Platzierungen, Wochen, Auszeichnungen, Anmerkungen) | Höchstplatzierung, Gesamtwochen, AuszeichnungChartplatzierungen (Jahr, Titel, Album, Platzierungen, Wochen, Auszeichnungen, Anmerkungen) | Höchstplatzierung, Gesamtwochen, AuszeichnungChartplatzierungen (Jahr, Titel, Album, Platzierungen, Wochen, Auszeichnungen, Anmerkungen) | Anmerkungen                                                                       |
| Jahr | Titel Album                                              | DE | AT | CH | UK | US | Anmerkungen                                                                       |
| ---- | -------------------------------------------------------- | --- | --- | --- | --- | --- | --------------------------------------------------------------------------------- |
| 2013 | Miss Movin’ On Better Together                           | — | — | — | — | US76 Gold · (11 Wo.)US | Erstveröffentlichung: 16. Juli 2013 Verkäufe: + 500.000                           |
| 2014 | Bo$$ Reflection                                          | — | — | — | UK21 Silber · (3 Wo.)UK | US43 Platin · (15 Wo.)US | Erstveröffentlichung: 7. Juli 2014 Verkäufe: + 1.200.000                          |
| 2014 | Sledgehammer Reflection                                  | — | — | — | — | US40 Platin · (15 Wo.)US | Erstveröffentlichung: 28. Oktober 2014 Verkäufe: + 1.067.500                      |
| 2014 | All I Want for Christmas is You –                        | — | — | — | — | — | Erstveröffentlichung: 17. November 2014                                           |
| 2015 | Worth It Reflection                                      | DE16 Platin · (32 Wo.)DE | AT23 Gold · (22 Wo.)AT | CH21 (20 Wo.)CH | UK3 Platin · (19 Wo.)UK | US12 ×3Dreifachplatin · (36 Wo.)US | Erstveröffentlichung: 20. Januar 2015 feat. Kid Ink; Verkäufe: + 5.055.000        |
| 2015 | I’m in Love with a Monster Hotel Transsilvanien 2 O.S.T. | — | — | — | — | — | Erstveröffentlichung: 14. August 2015                                             |
| 2016 | Work from Home 7/27                                      | DE7 ×3Dreifachgold · (31 Wo.)DE | AT9 Gold · (28 Wo.)AT | CH7 (38 Wo.)CH | UK2 ×3Dreifachplatin · (37 Wo.)UK | US4 ×5Fünffachplatin · (34 Wo.)US | Erstveröffentlichung: 26. Februar 2016 feat. Ty Dolla $ign; Verkäufe: + 9.715.000 |
| 2016 | All in My Head (Flex) 7/27                               | — | — | — | UK25 Gold · (17 Wo.)UK | US24 Platin · (18 Wo.)US | Erstveröffentlichung: 31. Mai 2016 feat. Fetty Wap; Verkäufe: + 1.160.000         |
| 2016 | The Life 7/27                                            | — | — | — | UK97 (1 Wo.)UK | — | Erstveröffentlichung: 24. März 2016                                               |
| 2016 | That’s My Girl 7/27                                      | — | — | — | UK26 Platin · (13 Wo.)UK | US73 Gold · (3 Wo.)US | Erstveröffentlichung: 27. September 2016 Verkäufe: + 1.190.000                    |
| 2017 | Down Fifth Harmony                                       | — | — | CH58 (4 Wo.)CH | UK47 Silber · (10 Wo.)UK | US42 Gold · (10 Wo.)US | Erstveröffentlichung: 2. Juni 2017 feat. Gucci Mane; Verkäufe: + 824.500          |
| 2017 | He Like That (Remix) Fifth Harmony                       | — | — | — | — | — | Erstveröffentlichung: 20. Oktober 2017 feat. French Montana                       |
| 2017 | Por favor Fifth Harmony                                  | — | — | — | — | — | Erstveröffentlichung: 27. Oktober 2017 feat. Pitbull                              |

### Als Gastmusiker
| Jahr | Titel Album            | Höchstplatzierung, Gesamtwochen, AuszeichnungChartplatzierungen (Jahr, Titel, Album, Platzierungen, Wochen, Auszeichnungen, Anmerkungen) | Höchstplatzierung, Gesamtwochen, AuszeichnungChartplatzierungen (Jahr, Titel, Album, Platzierungen, Wochen, Auszeichnungen, Anmerkungen) | Höchstplatzierung, Gesamtwochen, AuszeichnungChartplatzierungen (Jahr, Titel, Album, Platzierungen, Wochen, Auszeichnungen, Anmerkungen) | Höchstplatzierung, Gesamtwochen, AuszeichnungChartplatzierungen (Jahr, Titel, Album, Platzierungen, Wochen, Auszeichnungen, Anmerkungen) | Höchstplatzierung, Gesamtwochen, AuszeichnungChartplatzierungen (Jahr, Titel, Album, Platzierungen, Wochen, Auszeichnungen, Anmerkungen) | Anmerkungen                                                        |
| Jahr | Titel Album            | DE | AT | CH | UK | US | Anmerkungen                                                        |
| ---- | ---------------------- | --- | --- | --- | --- | --- | ------------------------------------------------------------------ |
| 2015 | Sin contrato (Remix) – | — | — | — | — | — | Erstveröffentlichung: 20. November 2015 Maluma feat. Fifth Harmony |

## Musikvideos
| Jahr | Titel                           | Regie            |
| ---- | ------------------------------- | ---------------- |
| 2013 | Miss Movin On                   | Hannah Lux Davis |
| 2013 | Me & My Girls                   | Hannah Lux Davis |
| 2014 | Bo$$                            | Fatima Robinson  |
| 2014 | Sledgehammer                    | Fatima Robinson  |
| 2014 | All I Want for Christmas is You | Nigel Dick       |
| 2015 | Worth It                        | Cameron Duddy    |
| 2015 | I’m in Love With a Monster      | Matt Stawski     |
| 2016 | Work from Home                  | Director X       |
| 2016 | All in My Head (Flex)           | Director X       |
| 2016 | That’s My Girl                  | Hannah Lux Davis |
| 2017 | Down                            | James Larese     |
| 2017 | Angel                           | David Caramena   |
| 2017 | He Like That                    | James Larese     |

## Promoveröffentlichungen
Promo-Singles
- 2013: Me & My Girls
- 2016: Write On Me
- 2017: Angel
- 2017: Deliver

## Statistik

### Chartauswertung
|                     | DE    | AT    | CH    | UK    | US    |
| ------------------- | ----- | ----- | ----- | ----- | ----- |
| Nummer-eins-Alben   | DE—DE | AT—AT | CH—CH | UK—UK | US—US |
| Top-10-Alben        | DE—DE | AT—AT | CH—CH | UK2UK | US4US |
| Alben in den Charts | DE2DE | AT2AT | CH3CH | UK3UK | US5US |

|                       | DE    | AT    | CH    | UK    | US    |
| --------------------- | ----- | ----- | ----- | ----- | ----- |
| Nummer-eins-Singles   | DE—DE | AT—AT | CH—CH | UK—UK | US—US |
| Top-10-Singles        | DE1DE | AT1AT | CH1CH | UK2UK | US1US |
| Singles in den Charts | DE2DE | AT2AT | CH3CH | UK7UK | US8US |

### Auszeichnungen für Musikverkäufe
| Goldene Schallplatte - Belgien - 2016: für die Single Worth It - Brasilien - 2016: für die Single All In My Head (Flex) - Chile - 2017: für die Single Down - Dänemark - 2017: für das Album 7/27 - 2020: für das Album Reflection - Frankreich - 2025: für das Album 7/27 - Italien - 2016: für die Single All In My Head (Flex) - 2018: für die Single Sin contrato (Remix) - Japan - 2022: für das Streaming Work from Home - Kanada - 2016: für die Single Sledgehammer - 2017: für die Single Down - 2017: für das Album Reflection - 2017: für die Single That’s My Girl - Mexiko - 2019: für die Single That’s My Girl - 2019: für die Single All In My Head (Flex) - 2020: für die Single Down - Neuseeland - 2015: für die Single Sledgehammer - 2016: für die Single All In My Head (Flex) - 2018: für das Album Reflection - 2018: für die Single Down - Polen - 2016: für das Album 7/27 - 2017: für die Single That’s My Girl - 2023: für das Album Reflection - Schweden - 2016: für die Single Sledgehammer - 2016: für die Single All In My Head (Flex) - Singapur - 2017: für das Album 7/27 - Spanien - 2016: für die Single Worth It - Taiwan - 2017: für das Album 7/27 | Platin-Schallplatte - Australien - 2016: für die Single All In My Head (Flex) - Dänemark - 2023: für die Single Worth It - Kanada - 2017: für die Single All In My Head (Flex) - 2017: für das Album 7/27 - Malaysia - 2017: für die Single Worth It - 2017: für die Single Work from Home - Mexiko - 2019: für das Album Reflection - 2020: für das Album 7/27 - Neuseeland - 2018: für das Album 7/27 - Niederlande - 2016: für die Single Work from Home - Portugal - 2019: für die Single Work from Home - Schweden - 2016: für die Single Worth It - Taiwan - 2017: für das Album Reflection 2× Platin-Schallplatte - Australien - 2016: für die Single Worth It - Belgien - 2017: für die Single Work from Home - Brasilien - 2016: für das Album Reflection - Dänemark - 2021: für die Single Work from Home - Italien - 2017: für die Single Worth It - Kanada - 2016: für die Single Worth It - Neuseeland - 2022: für die Single Worth It - Polen - 2016: für die Single Work from Home - 2024: für die Single Worth It - Spanien - 2016: für die Single Work from Home | 3× Platin-Schallplatte - Brasilien - 2019: für das Album 7/27 - Italien - 2017: für die Single Work from Home - Mexiko - 2019: für die Single Worth It 7× Goldene Schallplatte - Mexiko - 2020: für die Single Work from Home 4× Platin-Schallplatte - Schweden - 2016: für die Single Work from Home 5× Platin-Schallplatte - Kanada - 2017: für die Single Work from Home - Neuseeland - 2025: für die Single Work from Home 6× Platin-Schallplatte - Australien - 2017: für die Single Work from Home Diamantene Schallplatte - Brasilien - 2016: für die Single Work from Home - Frankreich - 2017: für die Single Work from Home |

Anmerkung: Auszeichnungen in Ländern aus den Charttabellen bzw. Chartboxen sind in ebendiesen zu finden.
| Land/RegionAuszeichnungen für Musikverkäufe (Land/Region, Auszeichnungen, Verkäufe, Quellen) | Silber     | Gold       | Platin       | Diamant     | Verkäufe   | Quellen              |
| -------------------------------------------------------------------------------------------- | ---------- | ---------- | ------------ | ----------- | ---------- | -------------------- |
| Australien (ARIA)                                                                            | —          | —          | 9× Platin9   | —           | 630.000    | aria.com.au          |
| Belgien (BRMA)                                                                               | —          | Gold1      | 2× Platin2   | —           | 75.000     | ultratop.be          |
| Brasilien (PMB)                                                                              | —          | Gold1      | 5× Platin5   | Diamant1    | 380.000    | pro-musicabr.org.br  |
| Chile (IFPI)                                                                                 | —          | Gold1      | —            | —           | 40.000     | Einzelnachweise      |
| Dänemark (IFPI)                                                                              | —          | 2× Gold2   | 3× Platin3   | —           | 260.000    | ifpi.dk              |
| Deutschland (BVMI)                                                                           | —          | Gold1      | 2× Platin2   | —           | 1.000.000  | musikindustrie.de    |
| Frankreich (SNEP)                                                                            | —          | Gold1      | —            | Diamant1    | 283.333    | snepmusique.com      |
| Italien (FIMI)                                                                               | —          | 2× Gold2   | 5× Platin5   | —           | 300.000    | fimi.it              |
| Japan (RIAJ)                                                                                 | —          | Gold1      | —            | —           | —          | riaj.or.jp           |
| Kanada (MC)                                                                                  | —          | 4× Gold4   | 9× Platin9   | —           | 880.000    | musiccanada.com      |
| Malaysia (RIM)                                                                               | —          | —          | 2× Platin2   | —           | 400.000    | Einzelnachweise      |
| Mexiko (AMPROFON)                                                                            | —          | 4× Gold4   | 8× Platin8   | —           | 640.000    | amprofon.com.mx      |
| Neuseeland (RMNZ)                                                                            | —          | 4× Gold4   | 8× Platin8   | —           | 300.000    | radioscope.co.nz NZ2 |
| Niederlande (NVPI)                                                                           | —          | —          | Platin1      | —           | 40.000     | nvpi.nl              |
| Österreich (IFPI)                                                                            | —          | 2× Gold2   | —            | —           | 30.000     | ifpi.at              |
| Polen (ZPAV)                                                                                 | —          | 3× Gold3   | 4× Platin4   | —           | 170.000    | olis.pl              |
| Portugal (AFP)                                                                               | —          | —          | Platin1      | —           | 10.000     | Einzelnachweise      |
| Schweden (IFPI)                                                                              | —          | 2× Gold2   | 5× Platin5   | —           | 240.000    | sverigetopplistan.se |
| Singapur (RIAS)                                                                              | —          | Gold1      | —            | —           | 5.000      | Einzelnachweise      |
| Spanien (Promusicae)                                                                         | —          | Gold1      | 2× Platin2   | —           | 100.000    | elportaldemusica.es  |
| Taiwan (RIT)                                                                                 | —          | Gold1      | Platin1      | —           | 15.000     | Einzelnachweise      |
| Vereinigte Staaten (RIAA)                                                                    | —          | 3× Gold3   | 13× Platin13 | —           | 14.500.000 | riaa.com             |
| Vereinigtes Königreich (BPI)                                                                 | 2× Silber2 | 2× Gold2   | 5× Platin5   | —           | 3.900.000  | bpi.co.uk            |
| Insgesamt                                                                                    | 2× Silber2 | 37× Gold37 | 84× Platin84 | 2× Diamant2 |            |                      |